# Альзагер
Альзагер ([ˈɔːlseɪdʒər] AWL-say-jər) — місто та цивільна парафія в унітарній владі Східного Чеширу в Чеширі, Англія. Він розташований на північний захід від Сток-он-Трент і на схід від Кру. За переписом 2021 року населення міста становило 13 389 осіб.
Мере — озеро в центрі Альзагера; до цього ізольованого басейну, який колись був центром міста, можна потрапити лише через дві огороджені громадські оглядові зони та для місцевих жителів, які мають сади, що примикають до води.
З 1998 року в Альзагері проводиться щорічний літній карнавал, до червня 2009 року він знаходився в Мілтон-парку, але з тих пір його перемістили на ігрові поля Альзагерської школи, щоб збільшити місткість, аж до повернення в Мілтон-парк у 2017 році.
У 2008 році Alsager отримав статус Fairtrade Town від Фонд справедливої торгівлі.

## Історія

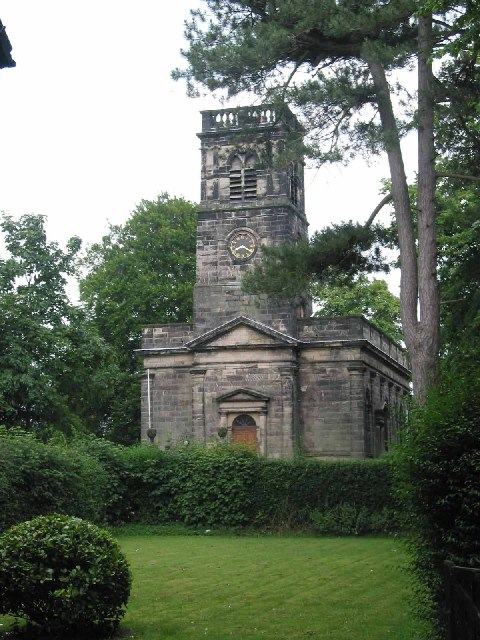
Церква Христа, Альзагер

Цивільна парафія межує з парафіями Бетчтон на півночі, Черч-Лотон на північному сході та сході, Кідсгроув на південному сході, Одлі Рурал на півдні, Хаслінгтон на заході та Хассалл на північному заході.
У селі Черч-Лотон знаходяться Кургани Черч-Лотон, які є частиною значної стоянки бронзового віку поблизу міста.
Альзагер був записаний як «Eleacier» у Книзі Судного дня і був невеликим фермерським селом до 19 століття, коли через залізничне сполучення та сільський характер він став домом для менеджерів гончарних заводів із сусідньої Федерації шести міст, який пізніше став містом Сток-он-Трент.

## Культура
Місто є домом для Громадського театру Альзагерб аматорської драматичної групи, заснованої в 1973 році. Громадський театр Альзагер ставить свої постановки в Альзагер Civic і в сусідньому Літл Мортон Хол.
Мистецький центр Альзагер, який раніше розташовувався в кампусі Манчестерського міського університету, мав публічну програму гастролей з новими виставами та роботами візуального мистецтва, представленими протягом двох сезонів (вересень–листопад і січень–березень). Центр переїхав до університетського кампусу Кру, коли кампус Альзагера закрився під назвою Axis Arts Centre, але закрився навесні 2019 року через запланований вихід університету з Кру. Центр мистецтв приймав виконавські компанії, такі як Forced Entertainment, і артистів, таких як Боббі Бейкер. 

## Освіта

### Школи
Державною освітою на рівні початкової та середньої школи керує Східна рада Чеширу та громадський фонд Альзагер. Alsager Community Trust — це кооперативний фонд, членами якого є всі школи міста. Середню освіту надає Альзагерська школа, яка розташована навпроти колишнього кампусу Манчестерського столичного університету. Його відвідують понад 1300 учнів віком від 11 до 18 років. Альзагерська школа — коледж бізнесу та підприємництва.

### Колишній Манчестерський столичний університет

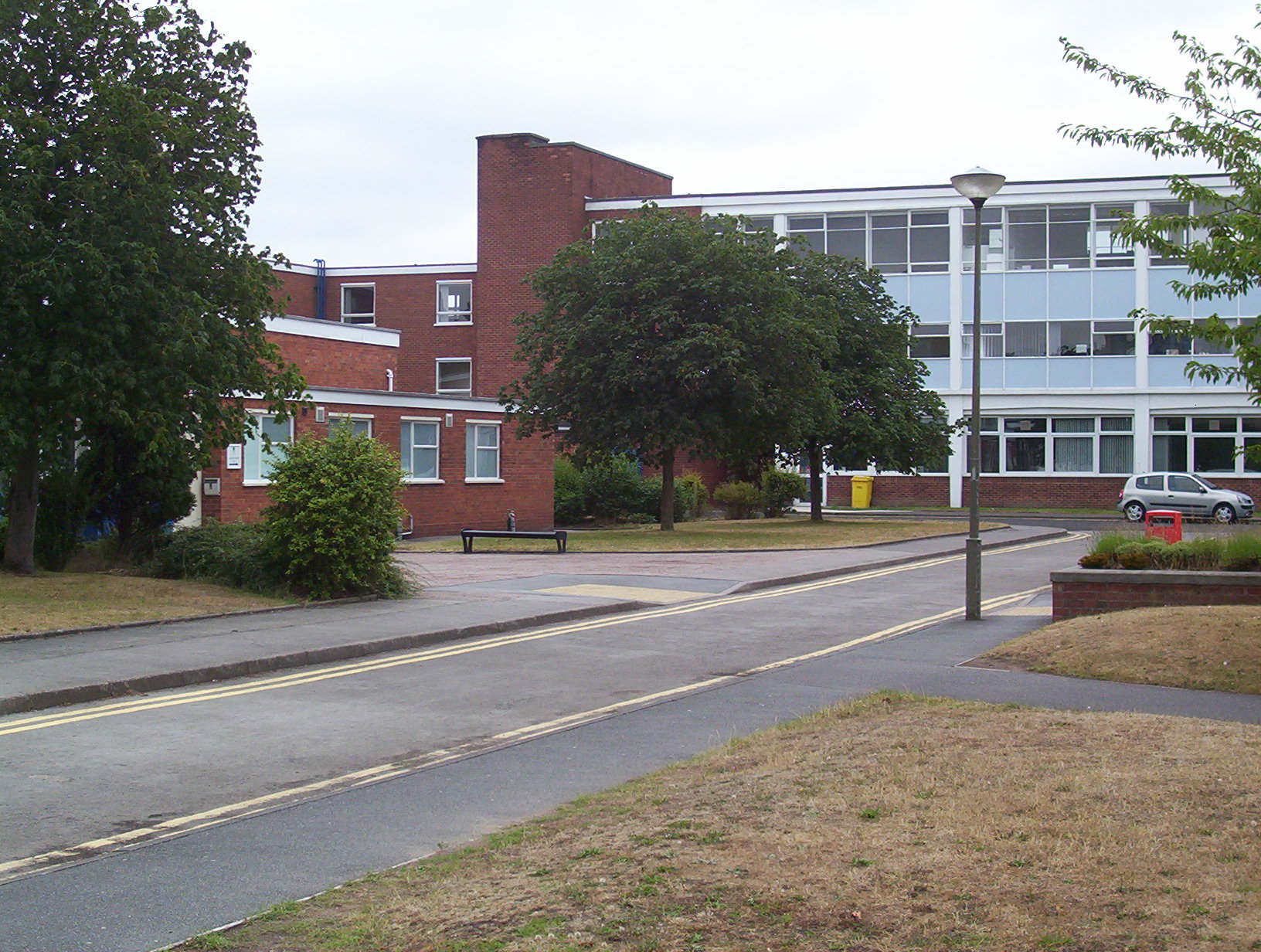
Колишній Альзагерський кампус Манчестерського столичного університету, давно закритий і знесений

Під час Другої світової війни на місці MMU було побудовано гуртожиток, побудований з дерев’яних армійських хатин, для розміщення робітників Королівської боєприпасної фабрики в Радвей-Грін, і називався «Хітсайд». У 1945 році він став "Alsager Training College" для підготовки вчителів, яких на той час не вистачало. До початку 1960-х років дерев’яні хатини використовувалися для проживання студентів. MMU Alsager був домом для факультетів сучасного мистецтва та спортивних наук Манчестерського столичного університету. Університет поглинув колишній Коледж вищої освіти Кру та Алзагера, утворивши факультет Кру та Альзагера, який згодом перейменували на MMU Чешир. Мистецький центр Альзагер також був на території кампусу та сприяв відвідуванням сучасного танцю, музики, театру, живого мистецтва, написання вистав та візуальних заходів для громадськості та членів університетської спільноти.